# سنگ‌چشم‌کوکوی شانه‌سرخ
کوکوی شانه‌سرخ (نام علمی: Campephaga phoenicea) گونه‌ای از پرندگان تیرهٔ سنگ‌چشم‌کوکویان (Campephagidae) است.
این گونه در بنین، بورکینافاسو، کامرون، جمهوری آفریقای مرکزی، چاد، جمهوری کنگو، جمهوری دموکراتیک کنگو، ساحل عاج، اریتره، اتیوپی، گامبیا، غنا، گینه، گینه بیسائو، کنیا، نیجریه، لیبریا، نیجریه، نیجریه، نیجریه، نیجریه، لیبریا، سنگال، سیرالئون، سودان، توگو و اوگاندا یافت می‌شود.
زیستگاه طبیعی آن جنگل‌های جلگه‌ای نمناک نیمه‌گرمسیری یا گرمسیری و ساوانای خشک است.

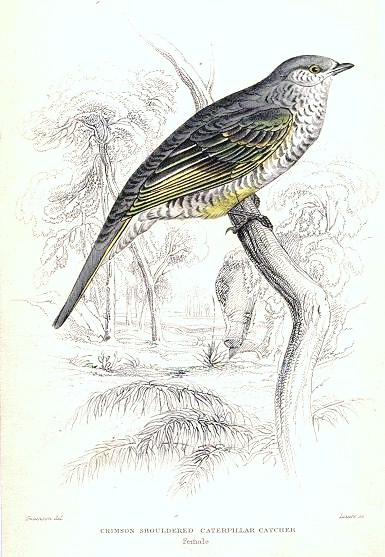
ماده